# (8161) Newman
(8161) Newman est un astéroïde de la ceinture principale.

## Description
(8161) Newman est un astéroïde de la ceinture principale. Il fut découvert le 19 août 1990 à Harvard par l'observatoire Oak Ridge. Il présente une orbite caractérisée par un demi-grand axe de 3,18 UA, une excentricité de 0,17 et une inclinaison de 2,5° par rapport à l'écliptique.

## Compléments